# 川越シャトル
川越シャトル（かわごえシャトル）は、埼玉県川越市が運行するコミュニティバスの愛称。市の公式サイトでは、市内循環バス「川越シャトル」と称している。路線の一部は隣接する鶴ヶ島市・ふじみ野市にも乗り入れている。
1996年（平成8年）3月運行開始。運行は、系統により東武バスウエスト川越営業事務所、西武バス川越営業所、イーグルバス川越営業所の3事業者に委託している。

## 概要
川越市では、多くの市民から日常生活の交通手段や市内の公共施設へのアクセス手段として、公共交通の整備を求める要望が寄せられていたため、これに応えてコミュニティバスを運行することとなった。
一般路線バスを補完する公共交通機関として、交通空白地帯の解消を図ることを目的として運行する。高齢者や障害者などの交通弱者に配慮した交通手段を確保するとともに、市内の住宅地や鉄道駅と主要公共施設を結ぶ交通手段としての役割を担っている。市と各バス事業者が「市内循環バス運行に関する協定書」を締結し、「川越市内循環バス運行経費補助金交付要綱」に基づき、市が運行経費の赤字分をバス事業者に対して補助している。
その後もダイヤ改正と路線網の拡充が行われた。しかしながら、
1. 長距離路線となり定時運行が難しく、運行ルートが複雑で分かりにくい。
2. 市内公共施設を結ぶ路線網よりも、一般路線バスが運行されていない地域から市内鉄道駅への運行を求める声が大きい。
3. 曜日や時間帯により、利用客の変動がある。

などの結果が判明した。
これらの結果を踏まえ、2006年（平成18年）12月1日に路線の全面見直しを行い、大幅なダイヤ改正を実施した。
その後、2013年（平成25年）10月から大幅に路線を見直し、翌2014年（平成26年）7月1日に運行ダイヤの一部改正を行った。さらに、2018年（平成30年）4月1日にも路線やダイヤなどの見直しを行った。2023年4月1日に再び一部ダイヤ改正を行い、2024年4月1日に路線整理や大規模なダイヤ改正を行った。
現行路線として、12系統が運行されている。コミュニティバスとしては運行系統数が非常に多いことが特徴である。

### 運行事業者
- 東武バスウエスト川越営業事務所
- 西武バス川越営業所
- イーグルバス

運行開始時に、西武バス川越営業所と東武鉄道（バス事業本部）川越営業所（現：東武バスウエスト川越営業事務所）の2事業者が川越市より運行受託した。その後、イーグルバスが運行受託に参入した。
- 東武バスとしては、岩槻市、和光市、朝霞市に続く、4番目のコミュニティバス受託となる。
- 西武バスとしては、練馬区、保谷市、朝霞市に続く、4番目のコミュニティバス受託となる。
- イーグルバスとしては初のコミュニティバス運行受託で（町村営バスの受託実績はある）、唯一のコミュニティバス路線となる。

## 運賃・乗車券類
全路線とも、初乗り180円（IC運賃は178円）から、最高上限である370円の対キロ多区間制運賃となっている。乳児は無料、幼児（1歳以上の未就学児）と小学生はこども料金で、大人の半額（現金払いは10円未満切り上げ、IC運賃では1円未満切り上げ）である。
すべての路線でPASMO・Suica等の交通系ICカードが利用可能である。バス利用特典サービスの対象にもなっていた（2021年4月30日までに終了）。

### 一日乗車券
専用一日乗車券が川越シャトルのバス車内で販売されている。
- 通常価格は500円。こどもや障害者・高齢者用の割引一日乗車券（130円 - 300円）もある[5]。
- 紙式の一日乗車券で、PASMO・Suicaでは購入できない[5]。
- 特別乗車証で一日乗車券を購入した場合、特別乗車証の提示を再度求められることがある[5]。
- 購入後・使用後の一日乗車券の払い戻しは不可[5]。

### 定期券・回数券
かつてはバス共通カードが利用できず、専用回数券が発売されていた。2007年3月18日のPASMOサービス開始と同時に、東武バスウエストの担当系統でPASMO・Suicaが導入された。2008年7月18日からは西武バス担当系統でもPASMO・Suicaが利用可能となった。
これにより、東武バス・西武バスの専用回数券は廃止された。かつては1,000円分（2種）と2,000円分（3種）が発売されており、川越シャトルのバス車内、西武バス川越営業所、東武バス川越営業事務所で販売していた。2015年3月現在でも申告の上、差額を現金で支払うことで利用できた。
その後もイーグルバスの担当系統に限り、専用の定期券・回数券が車内で発売されていたが、2020年（令和2年）3月14日よりイーグルバスでもPASMOのサービスを開始したため、専用定期券・回数券の販売は終了した。

### 割引制度
川越市内に在住する市民で、以下に該当する場合については、市が発行する専用特別乗車証が交付され、条件により割引または無料で利用できる。市外在住の障害者に対しては、各種障害者手帳提示による障害者割引がある。
特別乗車証
- 市内在住の70歳以上90歳未満：特別乗車証により、1乗車100円均一運賃[5]。
- 市内在住の90歳以上：特別乗車証により無料。
- 市内在住の障害者：特別乗車証により無料。
  - 介護を要する障害者（「要介護」の押印がある特別乗車証所持者）は、介護者1名の運賃が半額。

障害者手帳
- 市外在住の身体障害者手帳所持者は、第1種の手帳所持者は本人と介護者1名、第2種の手帳所持者は本人のみ運賃半額。
- 市外在住の療育手帳（みどりの手帳）所持者は、本人と介護者1名が運賃半額。
- 市外在住の精神障害者保健福祉手帳所持者は、本人のみ運賃半額。

## 運行内容
毎日運行、年末年始（12月29日〜1月3日）のみ運休。

### 車椅子での利用
- 乗車可能な車椅子は、自走用標準型車椅子、普通電動車椅子。シニアカーは安全上の理由により乗車不可[8]。
- 車椅子は、ノンステップバス（ポンチョ）は1台[8]、リフトバス（リエッセ）は2台まで乗車可能。
- 狭隘路などを通るため、安全上の理由から車椅子で乗降可能なバス停留所が決まっており、利用の可否は各系統の時刻表に明記されている[8]。
- 車椅子対応のバス停留所数は、155箇所中62箇所（2015年8月現在）[2]。

## 現行路線
主要停留所のみ記載。2024年4月1日現在。

### 10系統
運行事業者：東武バスウエスト
- 鶴ヶ島駅西口 - 広谷新町 - 名細中学校前 - 西文化会館 - 霞ヶ関駅北口

### 11系統
運行事業者：イーグルバス
- 霞ヶ関駅北口 - 小畔水鳥の郷公園 - いせはら団地 - 的場一丁目 - 笠幡駅 - 西後楽会館

### 20系統
運行事業者：東武バスウエスト
- 川越駅西口 - 川越市駅 - 三光町  - 総合保健センター - 西川越駅 - 霞ヶ関駅北口

### 21系統
運行事業者：西武バス
- 川越駅西口 - 旭町一丁目 - 河岸街道 - 広栄町 - 大塚新田 - 武蔵野総合病院（川越駅行は病院側、南大塚駅行は駐車場側） - 南大塚駅北口

### 22系統
運行事業者：西武バス
- 川越駅西口 - 旭町一丁目 - 河岸街道 - 広栄町 - 大東東小 - 武蔵野総合病院（川越駅行は病院側、南大塚駅行は駐車場側） - 南大塚駅北口

### 23系統
運行事業者：西武バス
- 南大塚駅北口 → 武蔵野総合病院（病院側） → 大東市民センター → 卸売市場 → 泉福寺 → 氷川神社 → 武蔵野総合病院（駐車場側） → 南大塚駅北口（左回り）
- 南大塚駅北口 → 武蔵野総合病院（病院側） → 氷川神社 → 泉福寺 → 卸売市場 → 大東市民センター → 武蔵野総合病院（駐車場側） → 南大塚駅北口（右回り）

### 30系統
運行事業者：西武バス
- 総合福祉センター - 市役所 - 大手町 - 松江町一丁目 - 川越駅東口 - 烏頭坂 - 岸町三丁目 - 砂新田 - 新河岸駅西口  - 高階市民センター - 南文化会館

### 31系統
運行事業者：西武バス
- 総合福祉センター - 市役所 - 大手町 - 松江町一丁目 - 川越駅東口 - 烏頭坂 - 不老橋南 - 新河岸駅西口 - 高階市民センター - 高階南公民館 - 上福岡駅西口

### 33系統
運行事業者：西武バス
- 新河岸駅西口 - 砂久保橋 - 上福岡駅西口 - 寺尾折り返し場

### 34系統
運行事業者：東武バスウエスト
- 新河岸駅東口 - 岸町中央 - 川越駅東口

### 40系統
運行事業者：東武バスウエスト
- 埼玉医大 - 川越運動公園 - グリーンパーク - 古谷郵便局 - 南古谷駅

### 41系統
運行事業者：東武バスウエスト
- 新河岸駅東口 - さくら堤団地 - 南古谷駅 - ウニクス南古谷 - グリーンツーリズム拠点施設前 - 埼玉医大

## 過去の路線

### 2010年時点での運行
（旧）11系統 : いせはら団地 - 的場駅入口 - 霞ヶ関駅南口 - 小畔水鳥の郷公園 - 伊勢原五丁目 - いせはら団地
- 12系統 : 総合福祉センター - 市役所 - 石原町 - 西文化会館 - 名細市民センター - 鶴ヶ島駅西口 - 吉田新町 -川鶴3丁目 - 共栄自治会館 - 日高団地 - 西後楽会館

- 13系統 : 総合福祉センター - 市役所 - 松江町二丁目 - 川越市駅入口 - 野田神社 - 西川越駅 - 霞ヶ関駅北口 - 的場一丁目 - 尾崎神社 - 笠幡駅 - 西後楽会館
- 14系統 : いせはら団地 - 的場一丁目 - 尾崎神社 - 笠幡駅 - 西後楽会館
- 24系統 : 川越駅西口 - 市立川越高校入口 - 四都野台 - 南大塚駅（南口・北口を経由）- 武蔵野総合病院 - 卸売市場 - 水久保 - 笠幡駅 - 西後楽会館
- （旧）34系統 : 上福岡駅西口 - 中村外科 - 下赤坂東 - 中福 - 南文化会館
- （旧）40系統： 埼玉医大 - 古谷郵便局 - 南古谷駅 - 新河岸駅入口 - 高階市民センター
- （旧）41系統：南古谷駅 → 並木 → 薬王寺 → 南古谷駅
- 42系統：南古谷駅 - 東本宿 - 埼玉医大 - 神明町車庫 - 市役所 - 総合福祉センター
- 43系統：南古谷駅 - 古谷交番 - 埼玉医大 - 総合福祉センター

### 2018年4月1日から2024年3月31日まで運行
- 32系統 : 総合福祉センター - 市役所 - やまぶき会館前 - 松江町一丁目 - 川越駅東口 - 烏頭坂 - 不老橋南  - 新河岸駅西口

(大半の運行区間が30・31系統と重複しており、同系統で代替可能なことから2024年3月31日を以って運行終了)
- （旧）33系統：新河岸駅西口 - 砂久保橋 - 高階市民センター - 上福岡駅西口 - 寺尾折り返し場

　　(2024年4月1日以降は高階分署・高階市民センターの各停留所には乗り入れなくなった）
- 34系統 : 新河岸駅東口 → 岸町中央 → 川越駅東口 → 川越総合高校 → 川越駅東口 → 岸町中央 → 新河岸駅東口

　　(川越駅→総合高校→川越駅の循環区間が利用客減少のため2024年3月31日を以って運行終了)

## 車両
運行開始時に、専用車両として西武・東武とも、パープルを基調とした共通デザインの日野・リエッセ（中乗り後払い式）が採用されたが、経年による除籍などにより現存しない。代替として日野自動車製のポンチョ（2ドアロングボディ）が在籍する。
- 日野・リエッセ：方向幕表示
- 日野・ポンチョ：LED表示（LEDの特性上、色表示は車両正面右下に「色の板」で表示）

2006年（平成18年）10月10日より、ご当地ナンバー「川越ナンバー」交付開始。以降の導入車両には「川越ナンバー」が交付されている。

## 参考資料
- 市内循環バス「川越シャトル」時刻表・ルート案内（平成30年4月1日現在）